# Морена
Морени (на френски: moraine) се нарича цялото количество натрошени скални материали и пръст, които един ледник увлича със себе си, докато се движи и в резултат на екзарационната си дейност отлага във вид на моренни полета или моренни валове. Думата възниква сред френските геолози, изследващи подобни образувания в Алпите, но корените са в савойския вариант на италианския – думата morena.

## Образуване
При своето движение надолу (тъй като се състои от пластичен материал и тече с ниска скорост) ледникът увлича големи количества скален материал, трошейки дънните и страничните скали на долината. В цялата област на движение, но най-вече в зоната на топене, той отлага камъните, образувайки морени.

## Морени в ледника
Наричат се също движещи се (транзитни) морени. По размери могат да бъдат от съвсем малки (във вид на песъчинки) до огромни. Такива големи скални късове, които пътуват с ледника, се наричат надледникови. По своето положение в ледника геолозите делят морените на повърхностни, вътрешни и дънни. Биват също странични и средни. При свличането си с ледника те надраскват здравите скали, оставяйки дълбоки по няколко сантиметра следи.

## Отложени морени
Когато ледникът се оттегли от долината в резултат на топенето, той оставя и натрупва (акумулира) значителни количества камъни. В зависимост от това къде са разположени и как са се образували, учените определят няколко вида.
Начални морени – намират се в най-високите части на ледника (циркуса), от където той се подхранва. Ледникът ги е откъснал от страничните склонове на циркуса, но те не са се свлекли с него и затова са разпръснати хаотично.
Странични морени (lateral moraine) – те се натрупват по двата странични края на ледения език. При неговото движение, опирайки се в здравите скали, те се откъсват и остават във вид на рехави насипи. Камъните, които ги съставят, имат предимно ръбеста форма.
Средищни (междинни) морени (medial moraine) – при събирането на два ледника страничните морени образуват средищна (междинна) морена, която продължава надолу по главния ледник, по неговата повърхност, но вече някъде по средата му.
Вътрешни морени – това са моренни наноси, включени в самия ледник. Те представляват скални блокове, които под тежестта се хотъват постепенно в ледената маса и се превръщат в дънни морени.
Дънни (основни) морени (ground moraine) – отлагат се в основата на ледника във вид на полета от разхвърляни камъни. Те служат за оглаждане на коритното дъно и са най-гладки и заоблени, а след отдръпването на ледника образуват многобройни нахълмявания.
Челни морени (terminal moraine) се нарича най-долният (и обикновено най-мощен) вал от натрупани камъни. Другото му название е моренен вал или ледникова яка. Тя показва докъде е достигал лендикът при най-голямото си разширение. Височината им зависи от това колко дълго краят на ледения език се е задържал на това място. Над крайната челна морена може да има още един – два вала. Зад моренния вал се очертава падина, често пъти заблатена или заета от езера. Тя се нарича моренен амфитеатър.
Ледникът може да откъсне и пренесе на големи разстояния огромни скални блокове, които след неговото отдръпване представляват интересни природни обекти всред несвойствената за тях местност. Такива големи скални блокове се наричат ератични (блуждаещи) скали. Те са особено разпространени в северните части на източна и Средна Европа.

## Разпространение
Морените са разпространени по цялата територия, където са се простирали ледниците през последното (плейстоценско) заледяване, както и в планините от Алпо-хималайската верига. По-видими са следите в Канада и САЩ, на Британските острови, в Скандинавия и Нидерландия, в Средноевропейската равнина, в Прибалтика и северна Русия. Морените са често явление в Алпите, Пиренеите и Карпатите. На територията на България морени могат да се видят единствено в планините Рила и Пирин. Те обаче представляват само моренни полета – дънни морени, докато челни или странични морени трудно могат да се видят. Често каменните реки на Витоша биват неправилно наричани морени.